# Rumex maricola
Rumex maricola är en slideväxtart som beskrevs av Esprit Alexandre Remy. Rumex maricola ingår i släktet skräppor, och familjen slideväxter. Inga underarter finns listade i Catalogue of Life.